# 1963年のラジオ (日本)
1963年のラジオ（1963ねんのラジオ）では、1963年の日本のラジオ番組、その他ラジオ界の動向について記す。

## 主な番組関連の出来事
- 2月3日 - TBSが、AFM方式でのAM1波によるステレオ実験放送番組『ラテン・リズムをどうぞ』が放送開始（翌1964年6月28日終了）[1]。
- 12月16～22日 - NHK-FMの東京局がステレオ放送を開始したのに伴い、番組を拡充。これに伴い、新たなステレオ番組として、翌日の17日から「クラシックコンサート（毎週火・木曜日）、21日からは「魅惑のムード（毎週土曜日）、22日からは「午後のレコードコンサート」（毎週日曜日）が各々開始される。更に今までラジオ第1・第2で放送されていた「立体音楽堂」が、22日の放送からは、FMでも同時に（当初FMステレオでの放送は、東京局のみ）放送される様になる[2]。

## 主なその他ラジオ関連の出来事
- 5月17～19日 - NHKの東京FM実験局（JOAK-FMX）が、この期間中に行われるNHK放送技術研究所の技研公開にて、現在のFMステレオ方式である「パイロット・トーン方式（AM-FM方式）」によるステレオ試験放送を、毎日2時間半に渡って行う（翌6月の12日にも、当時の皇太子が同研究所を参観した際に、同じくステレオ試験放送を2時間半に渡って行った[3]）。
- 6月25日 - FM東海が、現在のFMステレオ方式による、ステレオ実験放送を開始。
- 6月27日 - 電波技術審議会の臨時総会にて、日本のFMステレオ方式を、米と同じ「AM-FM方式」が妥当であると答申、正式決定となる[4]。
- 9月1日 - FM東海が、現在のFMステレオ方式による、ステレオ番組の放送を開始。
- 12月16日 - 全国8つのNHK-FM放送実験局が実用化試験局に移行。そのうち東京では初の単一チャンネルによるステレオ放送の運用を開始する[2][5]。

## 開局
- 4月1日
  - ラジオ栃木（現在の栃木放送）
  - 茨城放送（現在のLuckyFM茨城放送）
- 9月2日 - 日本短波放送（現在の日経ラジオ社）第2プログラム（現在の愛称は「ラジオNIKKEI第2放送」）

## 開始番組

### 1963年1月放送開始
STVラジオ
- 6日 - サッポロ1460
- 21日 - おはよう8時です

### 1963年2月放送開始
東京放送
- 3日 - ラテン・リズムをどうぞ（AFM方式でのAM1波によるステレオ実験放送番組）[1]

ラジオ関東
- 14日 - 白い粉の恐怖

琉球放送
- 4日 - 民謡で今日拝なびら

### 1963年3月放送開始
ラジオ関東
- 27日 - 選挙に強くなろう

### 1963年4月放送開始
NHKラジオ第1放送
- 1日
  - なかよしホール[6]
  - きょうのハイライト[6]
  - きょうのニュース[6]
- 3日 - 経済の動き[7]
- 5日 - 芸と人[7]
- 7日 
  - 風流歌草紙[7]
  - オリンピックアワー
- 開始日不明
  - おたのしみ劇場[6]
  - 家庭音楽会[6]

NHKラジオ第2放送
- 1日 - 通信高校講座[6]
- 2日 - 経済の動き
- 6日 - 土曜クラブ[6]
- 7日 - 精神薄弱児のために
- 開始日不明
  - 明るい女性[6]
  - 科学の世界[6]
  - 働く婦人[6]

ラジオ関東
- ニュースインフォメーション

### 1963年5月放送開始
ニッポン放送
- 21日 - 日立ミュージック・イン・ハイフォニック

### 1963年6月放送開始
中部日本放送
- 3日 - ハイ、今日は! CBCラジオです

大阪放送
- 1日 - 今日はふるさとさん

### 1963年10月放送開始
STVラジオ
- 7日 
  - 朝のジュークボックス
  - ハイ! ダイヤルリクエストです
  - STVミッドナイトステーション
- 10日 - マイクドキュメント

東京放送
- 7日 - この子らに愛の手を

毎日放送
- 24日 - 米朝・ハンソン・洋子のリクエストで行こう

### 1963年11月放送開始
毎日放送
- 3日 - 私の選んだロシアの歌

### 1963年12月放送開始
NHK-FM放送
- 16日 - 名曲とともに[2][8]
- 17日 - クラシックコンサート(ステレオ放送)[2]
- 21日 - 魅惑のムード(ステレオ放送)[2][8]
- 22日 - 午後のレコードコンサート(ステレオ放送)[2]